# Орасіо Альберто Ногес Субісаррета
Орасіо Альберто Ногес Субісаррета (Horacio Alberto Nogues Zubizarreta) — парагвайський дипломат. Надзвичайний і Повноважний Посол Парагваю в Україні за сумісництвом.

## Життєпис
Має ступінь бакалавра в галузі права Католицького університету Асунсьйону, Парагвай.
У 1973—1978 рр. — заступник директору Департаменту міжнародних організацій, договорів і актів, Міністерство закордонних справ
У 1978—1983 рр. — особистий секретар міністр закордонних справ
У 1983—1985 рр. — Генеральний директор, Департамент міжнародні організації, договори та акти Міністерства закордонних справ
У 1985—1989 рр. — радник, Постійне представництво при Організації Об'єднаних Націй, Нью-Йорк
У 1989—1990 рр. — міністр посольства Парагваю, Бразиліа, Бразилія
У 1997—2000 рр. — Надзвичайний і Повноважний Посол Парагваю в Болівії
У 2000—2002 рр. — Надзвичайний і Повноважний Посол Парагваю в Уругваї
У 2002—2003 рр. — Надзвичайний і Повноважний Посол Парагваю в Аргентині
У 2004—2006 рр. — Генеральний директор протоколу Міністерства закордонних справ
У 2007—2008 рр. — Генеральний директор Дипломатичної академії Міністерства закордонних справ Парагваю
7 березня 2008 року — Надзвичайний і Повноважний Посол Парагваю в Австрії, Постійний представник Парагваю при Організації Об'єднаних Націй (Відень). Постійний представник Парагваю при МАГАТЕ.
З 29 листопада 2009 року — Надзвичайний і Повноважний Посол Парагваю в Україні за сумісництвом.
Надзвичайний і Повноважний Посол Парагваю в Угорщині за сумісництвом.
З 11 квітня 2011 року — Надзвичайний і Повноважний Посол Парагваю в Чехії за сумісництвом.